# Egyenesen át (film, 1990)
Az Egyenesen át (eredeti cím: Flatliners)  1990-ben bemutatott thriller Joel Schumacher rendezésében. A Kiefer Sutherland, Julia Roberts, William Baldwin, Oliver Platt és Kevin Bacon főszereplésével készült film a halál utáni lét kérdéseit feszegeti.
Az Amerikai Egyesült Államokban 1990. augusztus 10-én bemutatott film anyagi szempontból sikert aratott, ugyanakkor a kritikusokat megosztotta. Ennek ellenére két Oscar-díjra jelölték, de egyiket sem kapta meg.
2017-ben jelent meg az azonos című feldolgozása, melyben Kiefer Sutherland szintén szereplést vállalt.

## Cselekmény
Pár orvostanhallgató (Nelson, David, Rachel, Joe és Randy) elhatározza, hogy sorban, időre licitálva ölik meg egymást és utána visszahozzák az életbe, hogy válaszokat találjanak, de a múlt kísértetei nem hagyják őket nyugodni. Az összes hátborzongató emlékképnek csak egy célja van: hogy megbánják régi, borzalmas tetteiket vagy, hogy elfogadják szeretteik halálát és megbocsássanak. A történet végén egyikük (Nelson) az öngyilkosságba hajszolja magát, mert nem tud szabadulni attól a kisfiútól, akit gyermekkorában társaival megöltek. Barátai kétségbeesetten próbálják visszahozni, és ő rájön, hogy nem az volt a legjobb nap a halálra.
Az orvostanhallgatók szembesülnek azokkal a tetteikkel, amiket már régóta felejteni akarnak, de a kísérlet újra felszínre hozza ezeket. A perverz (Joe), aki filmre vette az összes nőt szeretkezés közben. Az ateista (David), aki az iskolában csúfolással pokollá tette egy néger lány életét. A nő (Rachel), akinek megtiltották kiskorában, hogy bemenjen egy szobába és mikor megszegte ezt, rájött, hogy apja drogokkal él. A vakmerő (Nelson), aki túlzott kíváncsiságtól fűtve visszazuhant egy gyermeki csínytevésnek szánt gyilkosságba, és a semleges (Randy), aki mindezt magnóra vette és feltette azokat a kérdéseket, amik mindenkit foglalkoztathatnak.

## Főszereplők
| Szerep          | Színész           | Magyar hang          |
| --------------- | ----------------- | -------------------- |
| Nelson Wright   | Kiefer Sutherland | Szabó Sipos Barnabás |
| David Labraccio | Kevin Bacon       | Rékasi Károly        |
| Rachel Mannus   | Julia Roberts     | Tóth Enikő           |
| Joe Hurley      | William Baldwin   | Rudolf Péter         |
| Randy Steckle   | Oliver Platt      | Sörös Sándor         |
| Winnie Hicks    | Kimberly Scott    | Prókai Annamária     |
| Anne Coldren    | Hope Davis        | Détár Enikő          |

## Megjelenése
A film DVD-n 1998. január 20-án jelent meg.

## Fogadtatás
A film a megjelenésekor azért volt hatalmas siker, mert 1990-ben ezt a témakört kevesen feszegették.[forrás?]
Az amerikai filmkritikusok véleményét összegző Rotten Tomatoes 52%-ra értékelte 33 vélemény alapján.